# Frederick Gordon-Hallyburton
John Frederick Gordon Hallyburton (15 août 1799 – 29 septembre 1878) est un officier de marine et membre du Parlement.

## Biographie
Il est né John Frederick Gordon, troisième fils de George Gordon (9e marquis de Huntly) et de son épouse, Catherine Anne, fille de Charles Cope, 2e baronnet. Le 28 mai 1836 son père devient 9e marquis de Huntly,. Il a atteint le grade de capitaine dans la Royal Navy le 4 août 1836.
Le 24 août 1836, Gordon épouse Augusta FitzClarence (17 juin 1803 – 8 décembre 1865), veuve depuis le 6 avril 1831 de John Kennedy Erskine de Dun, second fils d'Archibald Kennedy (1er marquis d'Ailsa). Elle est née Augusta FitzClarence, la quatrième fille du Roi Guillaume IV et de l'actrice Dorothea Jordan et est élevé au rang de fille de marquis le 24 mai 1831. Elle a déjà trois enfants:
- William Henry Kennedy Erskine (1er juillet 1828 – 5 septembre 1870), qui hérite de la Maison de Dun dans le Forfarshire et sert comme capitaine dans le 17e Lancers. Il épouse Catherine Jones, le 18 novembre 1862 et a une descendance, dont l'écrivaine Violette Jacob[5].
- Wilhelmina Kennedy Erskine (26 juin 1830 – 9 octobre 1906), qui épouse William FitzClarence (2e comte de Munster), le 17 avril 1855.
- Augusta Millicent Anne Marie Kennedy Erskine (11 mai 1831 – 11 février 1895), qui épouse James Hay Wemyss le 17 avril 1855.

Ils n'ont pas d'enfants ensemble. Gordon est fait chevalier Grand-Croix de la division civile de l'Ordre royal des Guelfes du 22 août 1836 et un Lord de la Chambre à coucher du Roi le 26 octobre de cette même année.
Lors des Élections générales britanniques de 1841 Gordon est élu au Parlement pour Forfarshire, succédant à son oncle Douglas Gordon-Hallyburton. Il hérite également des biens de son oncle, avec le nom de Hallyburton en 1843. Il est nommé sous Lieutenant pour le Forfarshire, le 5 juin 1847 et est réélu pour le comté aux Élections générales britanniques de 1847. Il reste au Parlement jusqu'aux Élections générales britanniques de 1852, quand il est remplacé par Lauderdale Maule.
Gordon-Hallyburton est promu contre-amiral de réserve, le 12 mai 1857, puis vice-amiral le 4 novembre 1863 et amiral le 8 avril 1868.
Il vit à Hallyburton House près de Coupar Angus.